# Roberto Vargas Díaz
Roberto de Jesús Vargas Díaz (Ortiz, de Guárico, 30 de abril de 1864 - íd., 29 de marzo de 1948) fue un caudillo venezolano que participó en la llamada Revolución Libertadora (1901-1903) contra el presidente Cipriano Castro.

## Vida
Inició sus estudios en su localidad natal y luego se trasladó a Caracas, donde se graduó como bachiller en el colegio Santa María. Cursó la carrera de Ingeniería en la Universidad Central de Venezuela. En 1897 apoyó la candidatura de José Manuel Hernández y tomó parte en varios de los enfrentamientos en el marco de la Revolución Libertadora.
Se desempeñó como Ministro de Obras Públicas bajo la presidencia de Juan Vicente Gómez y luego como presidente del Estado Guárico. Más tarde, se unió al primer alzamiento de Emilio Arévalo Cedeño en contra del gobierno de Gómez, que finalizó en la derrota de los sublevados y su exilio en Colombia. En 1925 regresó a Venezuela en el marco de la amnistía decretada por Francisco Baptista Galindo.

## En la Cultura Popular
- Rómulo Gallegos se inspiró en Roberto Vargas Díaz para el personaje de Juan Crisóstomo Payara de su novela Cantaclaro.[3]